# 班克國家公園
28°11′28″N 81°54′46″E / 28.1911°N 81.9128°E
班克國家公園是尼泊爾的國家公園，位於該國西南部藍毗尼省，成立於2010年7月12日，面積550平方公里，有孟加拉虎、四角羚等野生動物棲息。